# Trap Queen
«Trap Queen» (рус. Королева "точки") — песня американского рэпера Fetty Wap, вышедшая 22 апреля 2014 года в качестве сингла с альбома Fetty Wap. Песня получила положительные отзывы и была номинирована на две премии «Грэмми-2016» в категориях «Лучшее рэп-исполнение» и Лучшая рэп-песня.

## История
12 апреля 2015 года в свой телевизионный дебют Fetty Wap представил «Trap Queen» на церемонии MTV Movie Awards 2015 вместе с группой Fall Out Boy. Fetty Wap также представил свою песню в ночных ТВ-шоу: впервые на The Tonight Show Starring Jimmy Fallon (5 мая, вместе с группой The Roots) и затем на Jimmy Kimmel Live! (9 июня). Он также представил её на BET Awards 2015.
«Trap Queen» была названа одной из лучших песен 2014 года журналамиThe Huffington Post и Vice, а также изданием XXL. Billboard включил «Trap Queen» в свой список «Top 10 Songs of 2015 (So Far)» в июне 2015. Rolling Stone поместил «Trap Queen» на второе место в списке 50 лучших песен 2015 года (50 best songs of 2015), позади хита The Weeknd’s «Can't Feel My Face». К концу 2015 года тираж «Trap Queen» превысил 2,730,000 цифровых копий в США.

## Чарты

### Еженедельные чарты
| Чарт (2015)                                | Высшая позиция |
| ------------------------------------------ | -------------- |
| Австралия (ARIA)                           | 25             |
| Бельгия/Фландрия (Ultratip Bubbling Under) | 4              |
| Бельгия/Валлония (Ultratip Bubbling Under) | 18             |
| Бельгия/Фландрия (Ultratop Urban)          | 19             |
| Канада (Billboard Canadian Hot 100)        | 11             |
| Canada CHR/Top 40 (Billboard)              | 49             |
| Дания (Tracklisten)                        | 8              |
| Франция (SNEP)                             | 17             |
| Germany (Official German Charts)           | 77             |
| Ирландия (IRMA)                            | 26             |
| Italy (FIMI)                               | 86             |
| Нидерланды (Single Top 100)                | 36             |
| Новая Зеландия (Recorded Music NZ)         | 13             |
| Норвегия (VG-lista)                        | 28             |
| Швеция (Sverigetopplistan)                 | 23             |
| Швейцария (Schweizer Hitparade)            | 55             |
| Великобритания (OCC UK Singles)            | 8              |
| Великобритания (OCC UK Hip Hop/R&B)        | 1              |
| США (Billboard Hot 100)                    | 2              |
| США (Billboard Hot R&B/Hip-Hop Songs)      | 2              |
| США (Billboard Dance/Mix Show Airplay)     | 24             |
| США (Billboard Pop Airplay)                | 20             |
| США (Billboard Hot Rap Songs)              | 1              |
| США (Billboard Rhythmic)                   | 1              |

### Итоговые годовые чарты
| Чарт (2015)                          | Позиция |
| ------------------------------------ | ------- |
| Australia (ARIA)                     | 96      |
| Canada (Canadian Hot 100)            | 20      |
| New Zealand (Recorded Music NZ)      | 37      |
| UK Singles (Official Charts Company) | 23      |
| US Billboard Hot 100                 | 4       |
| US Hot R&B/Hip-Hop Songs             | 2       |

## Сертификация
| Регион | Сертификация  | Продажи    |
| --- | ------------- | ---------- |
| Австралия (ARIA) | Платиновый    | 70 000     |
| Дания (IFPI Danmark) | 2× Платиновый | 180 000    |
| Германия (BVMI) | Золотой       | 150 000    |
| Италия (FIMI) | Платиновый    | 50 000     |
| Новая Зеландия (RMNZ) | Платиновый    | 15 000*    |
| Швеция (GLF) | 2× Платиновый | 80 000     |
| Великобритания (BPI) | 2× Платиновый | 1 200 000  |
| США (RIAA) | Бриллиантовый | 10 000 000 |
| * Данные о продажах приведены только на основе сертификации. · Данные о продажах + прослушиваниях приведены только на основе сертификации. |               |            |